# Найт, Джеймс

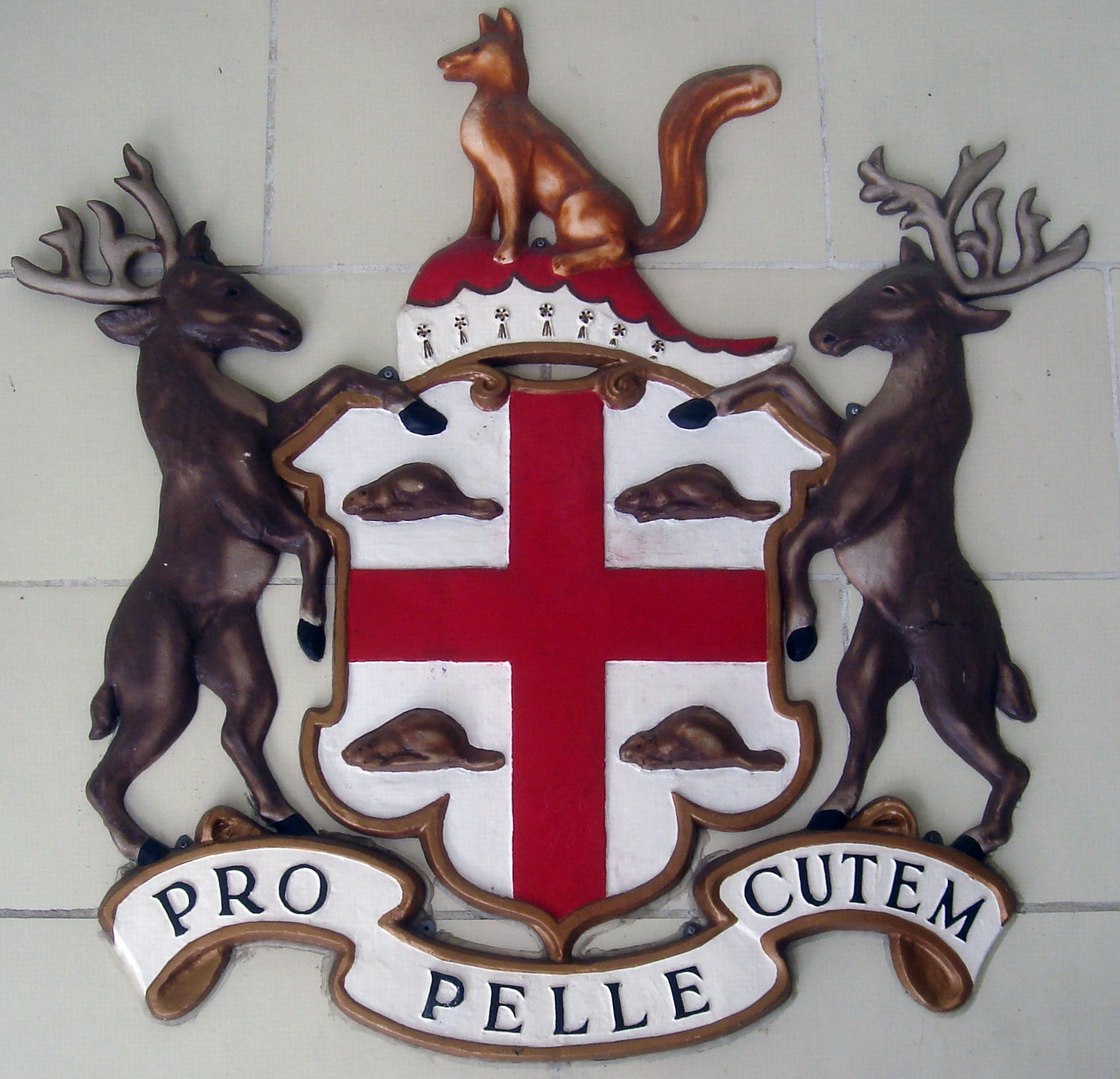
Герб Компании Гудзонова залива

Джеймс Найт (англ. James Knight; ок. 1640, Королевство Англия — ок. 1721, остров Марбл, Гудзонов залив) — английский путешественник, руководящий служащий Компании Гудзонова залива.

## Биография
Д. Найт родился в Англии, поступил на работу плотником в Компании Гудзонова залива в 1676 году. В 1682 году стал руководителем торгового поста компании в форте Олбани на западе — в заливе Джеймса, где и разбогател.
Участник Войны Аугсбургской лиги в Северной Америке (Война короля Вильгельма). Сражался с французами, которым в начале войны удалось уничтожить четыре из пяти факторий компании. В 1693 году отряд под командованием агентов Компании Гудзонова залива Джеймса Найта сумел вернуть Форт Олбани, единственный сохранившийся у англичан.
В 1697 году он купил акции компании; в 1711 году получил место в совете директоров.
В 1714 году Д. Найта был отправлен на захват торгового поста Йорк-Фэктори на западном берегу Гудзонова залива на реке Хейс.
Проработав на различных должностях в компании Гудзонова залива в течение предшествующих 38 лет, Д. Найт был одним из самых опытных торговцев мехом, когда-либо занимавших должности компании. Несмотря на нанесенный форту французами ущерб и неблагоприятные климатические условия, ему удалось восстановить бизнес компании, и в 1719 году компания выплатила первые дивиденды за 20 лет.
Попытки европейцев найти короткий северный морской путь из Европы в Азию предпринимались ещё со времён путешествия Колумба в 1492 году и продолжались вплоть до середины XVIII века, в котором было предпринято множество исследовательских экспедиций, проходивших в основном под английским флагом.
В первой половине XVIII века, Найт отправился в экспедицию по поискам Северо-Западного прохода, после того, как индеец-чипевайан рассказал ему о возможном богатыми минералами маршруте через север. Найт снарядил два корабля, фрегат Albany и шлюп Discovery для поиска этого маршрута и отправился в экспедицию в 1719 году. Больше ни один белый человек не видел исследователей.
В 1722 году у эскимосов острова Марбл (Мраморного) на северо-западе Гудзонова залива были найдены предметы, вероятно, с кораблей Найта. Нашедшие их сообщили, что: «Все участники экспедиции были убиты инуитами». Предположительно, два корабля, на которых путешествовал Найт и его команда, достигли Мраморного острова и бросили якорь в бухте к востоку от него.
Почти полвека спустя, в 1769 году, трагическая судьба экспедиции была установлена Сэмюэлем Хирном, который нашел остатки кораблекрушения обоих кораблей вблизи острова Марбл (Мраморного) в 16 км к востоку от Ранкин-Инлета. По свидетельству местных инуитов, группа из 50 человек поздней осенью 1719 года построила дом на восточной оконечности острова после того, как их корабли потерпели крушение. К весне их численность значительно уменьшилась. К концу второй зимы уцелело около двадцати из них. Пятеро дожили до лета 1721 года, но позже тоже умерли.